# Arcidiocesi di Guwahati
L'arcidiocesi di Guwahati (in latino Archidioecesis Guvahatina) è una sede metropolitana della Chiesa cattolica in India. Nel 2021 contava 57.884 battezzati su 8.240.187 abitanti. È retta dall'arcivescovo John Moolachira.

## Territorio
L'arcidiocesi comprende i distretti di Kamrup (metropolitano), Kamrup (rurale), Goalpara, Nagaon (solo in parte), Morigaon, Hojai e la suddivisione di Tamulpur del distretto di Baksa nello stato di Assam, in India.
Sede arcivescovile è la città di Guwahati, dove si trovano la cattedrale di Cristo Portatore della Buona Novella e la concattedrale di San Giuseppe.
Il territorio è suddiviso in 46 parrocchie.

### Provincia ecclesiastica
La provincia ecclesiastica di Guwahati, istituita nel 1995, si estende sugli stati dell'Assam e dell'Arunachal Pradesh, nell'estremo nord-est dell'India, e comprende le seguenti suffraganee:
- la diocesi di Dibrugarh, eretta nel 1951;
- la diocesi di Tezpur, eretta nel 1964;
- la diocesi di Diphu, eretta nel 1983;
- la diocesi di Bongaigaon, eretta nel 2000;
- la diocesi di Itanagar, eretta nel 2005;
- la diocesi di Miao, eretta nel 2005.

## Storia
La diocesi di Guwahati fu eretta il 30 marzo 1992 con la bolla Opitulante quidem di papa Giovanni Paolo II, in seguito alla divisione dell'arcidiocesi di Shillong-Gauhati, da cui ha tratto origine anche l'arcidiocesi di Shillong, e ricavando altri territori dalle diocesi di Tezpur e di Tura. Originariamente era suffraganea dell'arcidiocesi di Shillong.
Il 10 luglio 1995 la diocesi è stata elevata al rango di arcidiocesi metropolitana con la bolla Indorum ecclesiales dello stesso papa Giovanni Paolo II.
Il 10 maggio 2000 ha ceduto una porzione del suo territorio a vantaggio dell'erezione della diocesi di Bongaigaon.
Il 19 dicembre 2010 l'arcivescovo Thomas Menamparampil ha consacrato la nuova cattedrale metropolitana a Dispur, sobborgo di Guwahati e al contempo capitale dell'Assam.

## Cronotassi dei vescovi
Si omettono i periodi di sede vacante non superiori ai 2 anni o non storicamente accertati.
- Thomas Menamparampil, S.D.B. (30 marzo 1992 - 18 gennaio 2012 ritirato)
- John Moolachira, succeduto il 18 gennaio 2012

## Statistiche
L'arcidiocesi nel 2021 su una popolazione di 8.240.187 persone contava 57.884 battezzati, corrispondenti allo 0,7% del totale.
| anno | popolazione | popolazione | popolazione | presbiteri | presbiteri | presbiteri | presbiteri                | diaconi | religiosi | religiosi | parrocchie |
| anno | battezzati  | totale      | %           | numero     | secolari   | regolari   | battezzati per presbitero | diaconi | uomini    | donne     | parrocchie |
| ---- | ----------- | ----------- | ----------- | ---------- | ---------- | ---------- | ------------------------- | ------- | --------- | --------- | ---------- |
| 1999 | 103.642     | 11.050.000  | 0,9         | 93         | 30         | 63         | 1.114                     |         | 83        | 220       | 32         |
| 2000 | 44.032      | 5.757.284   | 0,8         | 67         | 16         | 51         | 657                       |         | 88        | 146       | 25         |
| 2001 | 46.547      | 6.000.000   | 0,8         | 66         | 15         | 51         | 705                       |         | 68        | 146       | 28         |
| 2002 | 51.345      | 6.000.000   | 0,9         | 74         | 19         | 55         | 693                       |         | 84        | 154       | 31         |
| 2003 | 53.591      | 6.500.000   | 0,8         | 79         | 21         | 58         | 678                       |         | 91        | 184       | 33         |
| 2004 | 57.453      | 6.600.000   | 0,9         | 87         | 22         | 65         | 660                       |         | 99        | 255       | 33         |
| 2006 | 65.744      | 6.669.000   | 1,0         | 100        | 23         | 77         | 657                       |         | 101       | 341       | 34         |
| 2013 | 46.649      | 7.330.000   | 0,6         | 154        | 34         | 120        | 302                       |         | 139       | 440       | 42         |
| 2016 | 56.150      | 7.619.000   | 0,7         | 174        | 37         | 137        | 322                       |         | 147       | 510       | 45         |
| 2019 | 55.414      | 8.111.840   | 0,7         | 173        | 38         | 135        | 320                       |         | 151       | 513       | 46         |
| 2021 | 57.884      | 8.240.187   | 0,7         | 188        | 34         | 154        | 307                       |         | 191       | 560       | 46         |